# Franco Bonanini
Franco Bonanini (ur. 7 listopada 1952 w Riomaggiore) – włoski polityk, eurodeputowany VII kadencji.

## Życiorys
Z zawodu geometra, pracował w instytucji kredytowej. W latach 1990–1999 sprawował urząd burmistrza rodzinnej miejscowości z ramienia Włoskiej Partii Socjalistycznej i następnie ugrupowań centrowych. Od 1999 do 2010 pełnił funkcję dyrektora parku narodowego na obszarze Cinque Terre (pierwszego po utworzeniu tej instytucji). Był uznawany za osobę, która przyczyniła się do popularyzacji tego terenu i utworzenia z niego istotnej atrakcji turystycznej.
W wyborach w 2009 kandydował z listy Partii Demokratycznej do Parlamentu Europejskiego. Według pierwszych oficjalnych wyników został wybrany, jednak decyzję tę skorygowano jeszcze przed rozpoczęciem kadencji w związku z błędnym przeliczeniem mandatów. W 2010 został tymczasowo aresztowany wraz z m.in. miejscowym burmistrzem pod zarzutami defraudacji, przekroczenia uprawnień i oszustw.
W międzyczasie zrezygnował z członkostwa w PD. 12 kwietnia 2013 objął mandat europosła VII kadencji, z którego zrezygnował wybrany do krajowego Senatu Gianluca Susta. W PE został posłem niezrzeszonym. W 2014 dołączył do ugrupowania Forza Italia.